# 網紋裸頰鯛
網紋裸頰鯛，又稱網紋龍占，為輻鰭魚綱鱸形目鱸亞目龍占魚科的其中一種，分布於印度西太平洋區，包括查戈斯群島、泰國、琉球群島、菲律賓、新幾內亞等海域，棲息深度8-85公尺，體長可達40公分，棲息在珊瑚礁附近的沙泥底質海域，屬肉食性，以魚類及無脊椎動物為食，可作為食用魚。

## 擴展閱讀
維基物種上的相關：網紋裸頰鯛